# Championnat du Panama de football 1993
Navigation
Saison précédente Saison suivante
Le Championnat ANAPROF 1993 est la sixième édition de la première division panaméenne.
Lors de ce tournoi, le CD Plaza Amador a tenté de conserver son titre de champion du Panama face aux dix meilleurs clubs panaméens.
Aucune place n'était qualificative pour la Coupe des champions de la CONCACAF.

## Les 11 clubs participants
| \| Panama City : Alianza FC Euro Kickers Panamá Viejo FC CD Plaza Amador Tauro FC CD Pan de Azúcar Panama City Deportivo M y M San Francisco FC Bravos del Projusa Sporting de Colón \| Localisation des clubs engagés dans le championnat. |
| Panama City : Alianza FC Euro Kickers Panamá Viejo FC CD Plaza Amador Tauro FC CD Pan de Azúcar Panama City Deportivo M y M San Francisco FC Bravos del Projusa Sporting de Colón                                                           |

| Club                    | Stade                                    | Capacité          | Ville                |
| Alianza FC              | Camp Luis Ernesto Tapia (es)             | 900               | Panama City          |
| Bravos del Projusa (es) | Stade Omar Torrijos                      | Capacité inconnue | Santiago de Veraguas |
| Concordia FC            | Stade inconnu                            | Capacité inconnue | Ville inconnue       |
| Euro Kickers            | Stade Rommel Fernández Stade Javier Cruz | 32 000 2 500      | Panama City          |
| Deportivo M y M         | Stade inconnu                            | Capacité inconnue | Río Mar              |
| CD Pan de Azúcar (en)   | Stade Javier Cruz                        | 2 500             | San Miguelito        |
| Panamá Viejo FC         | Stade Rommel Fernández                   | 32 000            | Panamá Viejo         |
| CD Plaza Amador         | Stade Rommel Fernández                   | 32 000            | Panama City          |
| San Francisco FC        | Stade Agustín Sánchez                    | 3 040             | La Chorrera          |
| Sporting de Colón       | Stade inconnu                            | Capacité inconnue | Colón                |
| Tauro FC                | Stade Rommel Fernández                   | 32 000            | Panama City          |

## Bilan du tournoi
| Tableau d'Honneur        |              |
| Compétition              | Vainqueur    |
| Championnat ANAPROF 1993 | Euro Kickers |

| Promotions et relégations |                                           |
| Relégué en Primera A      | Concordia FC Sporting de Colón Alianza FC |
| Promu de Primera A        | Aucun                                     |